# هاولسان
هاولسان (انگلیسی: HAVELSAN) شرکت دولتی صنایع جنگ‌افزاری ترک است، که در سال ۱۹۸۲ تأسیس شد.